# Histoire du Burkina Faso

Afrique de l'Ouest

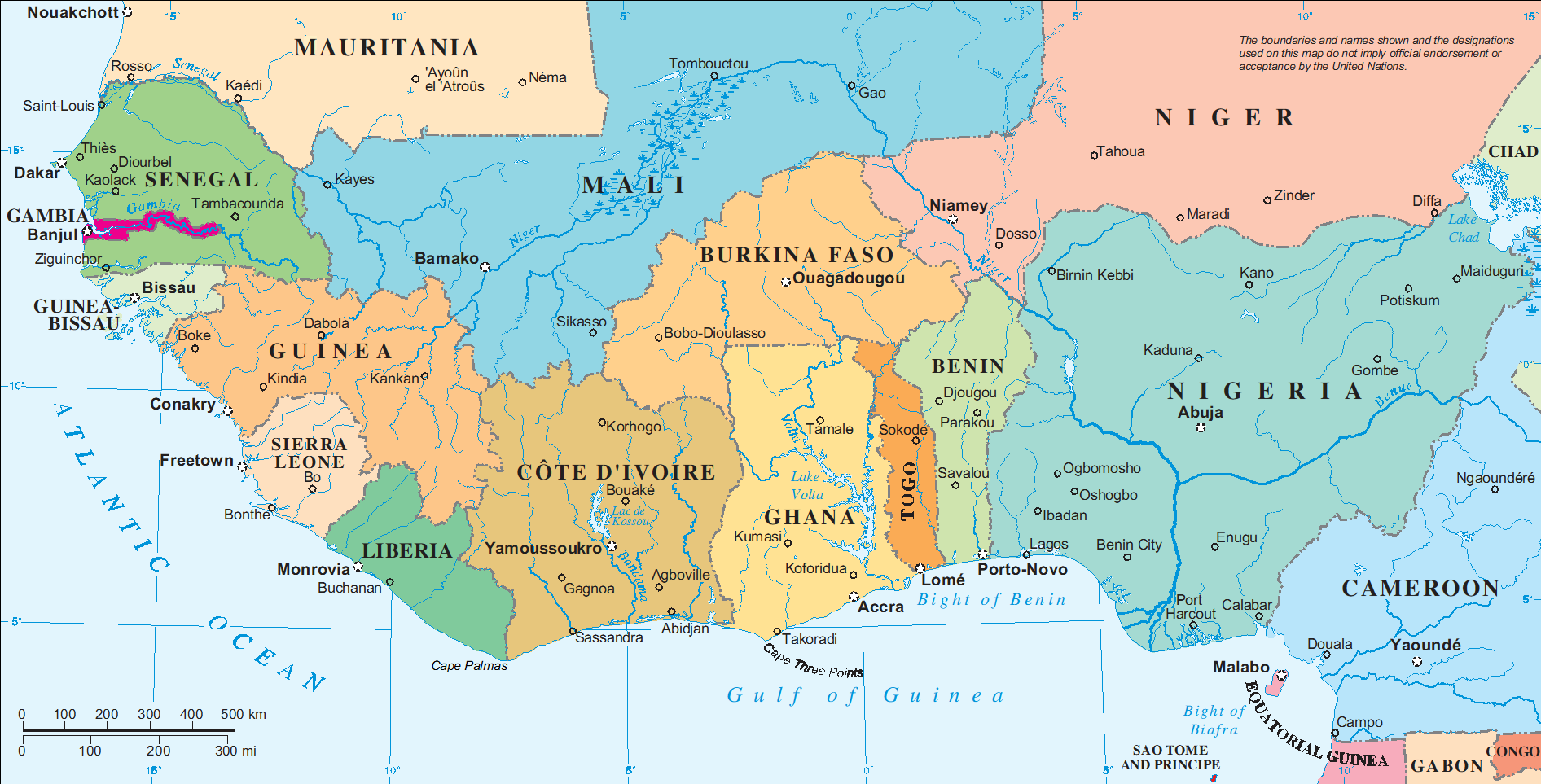
Afrique de l'Ouest politique, 2005

Burkina Faso, découpage administratif, 2012

Cet article couvre l'histoire du territoire du Burkina Faso depuis le néolithique, pour la zone géographique incluse en 1960 dans ce qui a été appelé à l'époque la  République de Haute-Volta avant d'être renommé, en 1984, Burkina Faso.

## Préhistoire
On sait peu de choses de l'histoire ancienne du Burkina Faso. Une civilisation néolithique y a produit des pierres taillées, des motifs gravés et de la poterie au Ier millénaire av. J.-C. Ensuite apparut l'agriculture avec des défrichements de la forêt primaire.
- Sites archéologiques au Burkina Faso (en)
- Culture Bura (en) (âge du fer)
- Gravures rupestres : Markoye (département).

## Protohistoire
Une vague de cavaliers[réf. souhaitée] vint alors greffer une aristocratie militaire sur cette structure. Détenteurs du pouvoir politique, ces cavaliers passèrent des accords avec les autochtones qui restèrent propriétaires du sol. Cette organisation apparaît encore sous forme de chefs de cantons et chefs de la terre.

## De 500c à 1900c: populations, États

Langues au Burkina Faso.

Afrique de l'Ouest vers 1875.

L'empire du Ghana est le premier à dominer la région. Plusieurs vagues d'immigration amènent les Mossi du XIe au XIVe siècle[réf. souhaitée]. Leur intégration aux populations locales donne naissance à quatre royaumes dont le plus septentrional et le plus important, le royaume du Yatenga, avec pour capitale Gourcy puis Ouahigouya (1757).
Le royaume du Yatenga a des rapports conflictuels avec son puissant voisin du Soudan Occidental, l'empire du Mali, allant jusqu'à conquérir Tombouctou en 1329. Doté d'une administration centralisée et d'une défense efficace, le Yatenga résiste à l'islamisation que tente de lui imposer l'empire des Songhaï.
D'autres invasions brassent la population de l'actuel Burkina : Gourmantché, Bwas, Sénoufos, Gan, Bambaras puis, dans le nord, Touaregs, Peuls, Songhaïs, Bissa et Zarmas (Djerma), Malinkés.
D'autres vagues d'immigration au XIXe siècle s'accompagnent d'islamisation. C'est le cas des Peuls qui contrôlent l'est de la Volta dès 1810. Le Mogho Naaba de Ouagadougou est sous une pression constante.[réf. souhaitée]
Parmi les cités-états, royaumes, confédérations, empires, reconnus, sur des territoires de l'actuel Burkina Faso : 
- Royaumes sahéliens (entre 700 et 1900)
- Empire du Ghana (300c–1200c)
- Empire du Mali (1230c–1600c)
- Royaume mossi : 19 royaumes traditionnels mossis (XIIe–XIXe)
  - dont royaume du Yatenga, royaume de Dagomba, Riziam, Tenkodogo, Boussouma, Gulmu, Wogdgo, ...
  - Liste des dirigeants de Wogodogo (à peu près Ouagadougou)
- Empire kong (1690–1898)
- Émirat du Liptako (1809–1897)
- Émirat de Zabarma (1860–1897)

## De 1880c à 1960c: période coloniale

Haut-Sénégal et Niger (1904-1921)

### Des premières colonies à la création d'une colonie autonome
L'Allemand Heinrich Barth serait le premier Européen à fouler le sol du Burkina Faso actuel. Il visita Dori en juillet 1853.
L'africaniste allemand Gottlob Krause (1850–1938) semble être le premier Européen à rejoindre Ouagadougou en 1886 (puis 1887).
En 1888, une première expédition française atteint le territoire de l'actuel Burkina Faso, menée par le capitaine Louis-Gustave Binger (1856–1936), qui est reçu à Ouagadougou par le Mogho Naaba (« Chef du monde »), dirigeant du royaume mossi, le plus important du territoire.
Deux ans plus tard, sur les informations de l'explorateur et général français Fernand Quiquandon (1857–1938), le docteur François Crozat (1858–1893) traverse à son tour la région, s'arrêtant à Bobo-Dioulasso, où la princesse Guimbi Ouattara (1836–1919) le reçoit, puis à Ouagadougou, où il est lui aussi reçu par le Mogho Naaba.
Le climat entre Occidentaux et indigènes se tend en 1891, avec l'expédition du capitaine Parfait-Louis Monteil (1855–1925), chargée de reconnaître la ligne Say-Barroua fixée par la déclaration franco-britannique du 5 août 1890 : il visite Ségou, Sikasso, mais à Ouagadougou, le Mogho Naaba Wobgo, dit Boukary Koutou (1850c–1904), refuse de le recevoir. D'autres missions suivent, notamment celles du capitaine Charles Ménard (1861–1892) et Beaulot en 1891–1892. En 1894, les troupes françaises entrent à Ouagadougou.
Le fonctionnaire britannique de la Côte-de-l'Or britannique (1821–1957, Ghana), arpenteur et cartographe, George Ekem Ferguson (en) (1864–1897) semble avoir obtenu vers 1892 un traité de protection de la part des autorités mossi.
Après l'occupation de Ouagadougou le 23 décembre 1896, le nouveau Mogho Naaba accepte le protectorat des Français, qui sont engagés dans une course aux colonies avec les Britanniques.

### De 1919 à 1958: colonie française de Haute-Volta

Afrique-Occidentale française (1935)

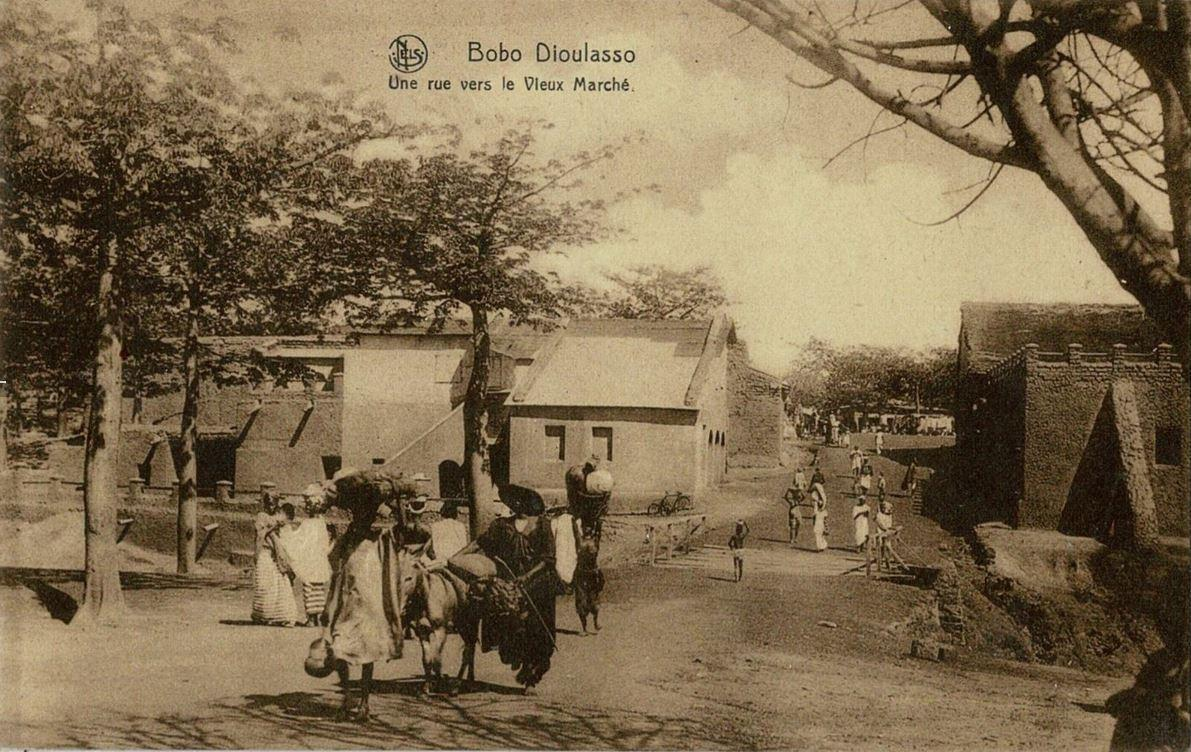
Bobo-Dioulasso, 1900–1910, rue du vieux marché.

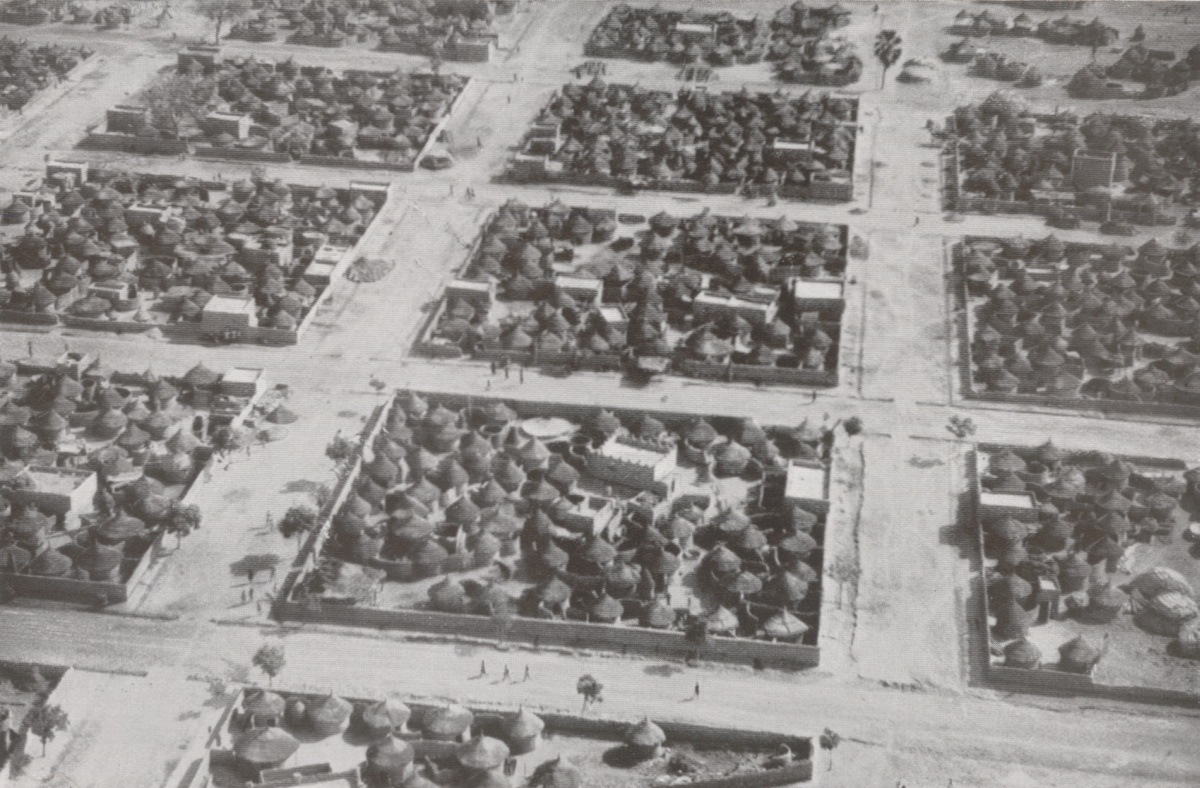
Vue aérienne de Ouagadougou vers 1930.

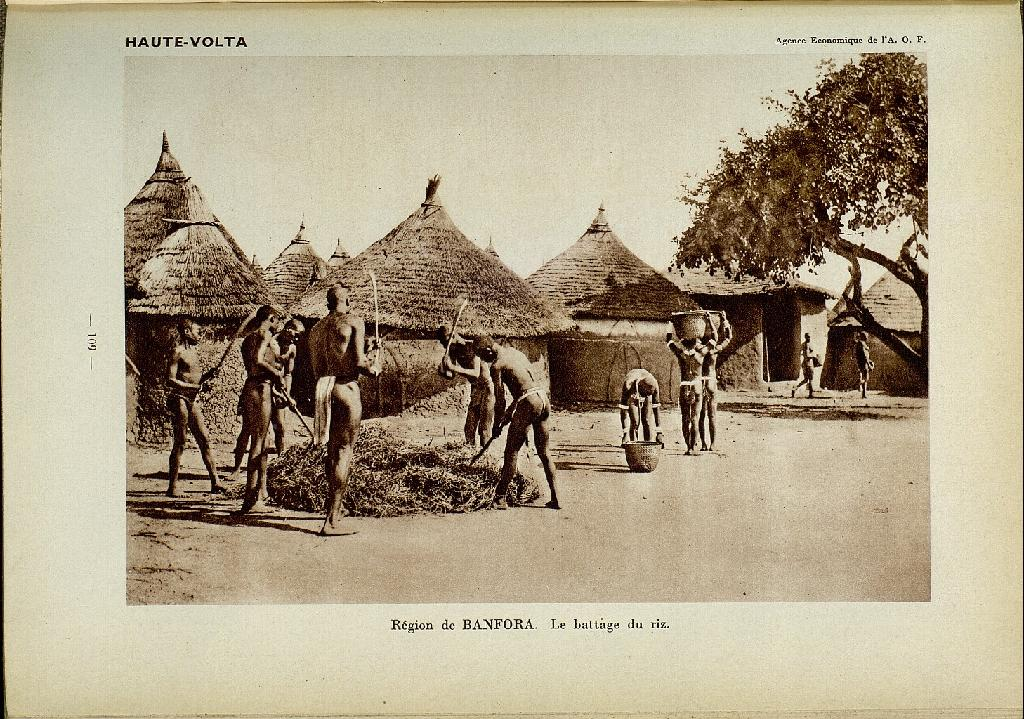
Battage du riz dans un village de Haute-Volta en 1931.

Durant la Première Guerre mondiale, malgré une résistance à la conscription dans le Bwamu et le pays Marka, ce qui conduit à la guerre du Bani-Volta, les Mossi fournissent l'essentiel du contingent des tirailleurs sénégalais pour la première guerre mondiale.
En 1919, est constituée la colonie de Haute-Volta dans le territoire de l'actuel Burkina. Elle comprend sept cercles : Gaoua, Bobo-Dioulasso, Dédougou, Ouagadougou (chef-lieu), Dori, Say et Fada N'Gourma. Cependant, plusieurs éléments rendent l'autonomie de la Haute-Volta problématique : d'une part, les colonies voisines convoitent ce réservoir de main d'œuvre, et la colonie manque d'un accès à la mer ; d'autre part, l'administration coloniale doit restreindre ses frais de fonctionnement.
C'est pourquoi, en septembre 1932, la Haute-Volta est dépecée au profit du Soudan français (actuel Mali), de la Côte d'Ivoire et du Niger, en dépit des protestations du Mogho Naaba. Cependant, après les services rendus pendant la Seconde Guerre mondiale, la Haute-Volta est reconstituée en 1947 ; le Mogho Naaba Kom II, plus important chef traditionnel burkinabé, puis son fils Naaba Sagha II entreprennent de nombreuses démarches pour obtenir cette mesure, écrivant notamment au président de la IVe République française Vincent Auriol.
La population indigène est fortement discriminée. Par exemple, les enfants africains n'ont pas le droit d'utiliser une bicyclette ou de cueillir des fruits aux arbres, « privilèges » réservés aux enfants des colons, contrevenir à ces règlements pouvant mener les parents en prison.
La création de nouvelles infrastructures politiques contribuent à associer les autochtones à la gestion du territoire. Les premiers conseils municipaux sont élus, ainsi qu'une Assemblée territoriale. Des représentants sont envoyés auprès du Parlement métropolitain (à l'Assemblée nationale : Gérard Ouédraogo, Joseph Conombo, Nazi Boni, Henri Guissou, Mamadou Ouédraogo), de l'Assemblée de l'Union française et du Grand Conseil de l'AOF. Le 31 mars 1957, la nouvelle Assemblée territoriale est élue au suffrage universel, et désigne un gouvernement de douze membres.
Daniel Ouezzin Coulibaly, député de Côte d'Ivoire mais originaire de Haute-Volta, est élu vice-président du conseil de gouvernement le 16 mai 1957, mais meurt le 7 septembre 1958.
Maurice Yaméogo (1921–1993), soutenu par Félix Houphouët-Boigny et l'UDV (Union démocratique voltaïque) lui succède le 20 octobre 1958. Mais avant, le 17 octobre, le Mogho-Naaba Kugri  fait rassembler plusieurs centaines de personnes devant le palais de l'Assemblée territoriale, en vue d'établir une monarchie constitutionnelle, sans succès.

### Indépendance (1958), premières années de transition
La Communauté française, proposée par référendum le 28 septembre 1958, est acceptée par 99,5 % des votants, et 75 % des inscrits. Le 11 décembre de la même année, la République de Haute-Volta est proclamée et adhère aussitôt à la Fédération du Mali qui réunissait la Haute-Volta, le Soudan français, le Dahomey et le Sénégal. En 1959, la République devient autonome, et se retire dès le mois de mars du projet de Fédération du Mali L'Assemblée territoriale de 1957 devient Assemblée constituante et législative et élabore une Constitution, adoptée par référendum le 15 mars 1958 - on  observe cependant à cette occasion des divergences géographiques : les électeurs de l'Est du pays approuvent majoritairement le projet, tandis que ceux de l'Ouest, plus intéressés par le projet de fédération, sont plus nombreux à voter « non ».
Aux élections législatives du 19 avril 1959, l'UDV- Rassemblement démocratique africain (RDA) arrive très largement en tête avec 70 % des suffrages, et occupe 65 des 75 sièges de l'Assemblée puis 71 à la suite de désistements : le MRV- PRA, très minoritaire, disparaît peu après. Le sénateur Koné Begnon est élu président de l'Assemblée, et Maurice Yaméogo, qui avait succédé à Daniel Ouezzin Coulibaly à la tête du gouvernement, devient président du Conseil des ministres. Après une période de relative instabilité, l'autorité de l'État est peu à peu rétablie. Yaméogo renforce son autorité en étant élu à la tête de l'UDV- Rassemblement démocratique africain le 30 décembre 1959 ; le 11 juillet 1960 le président Maurice Yaméogo signe avec le premier ministre Français, Michel Debré les accords de transfert de compétence de la communauté; le 5 août 1960, la Haute-Volta proclame son indépendance...

## Depuis l'indépendance

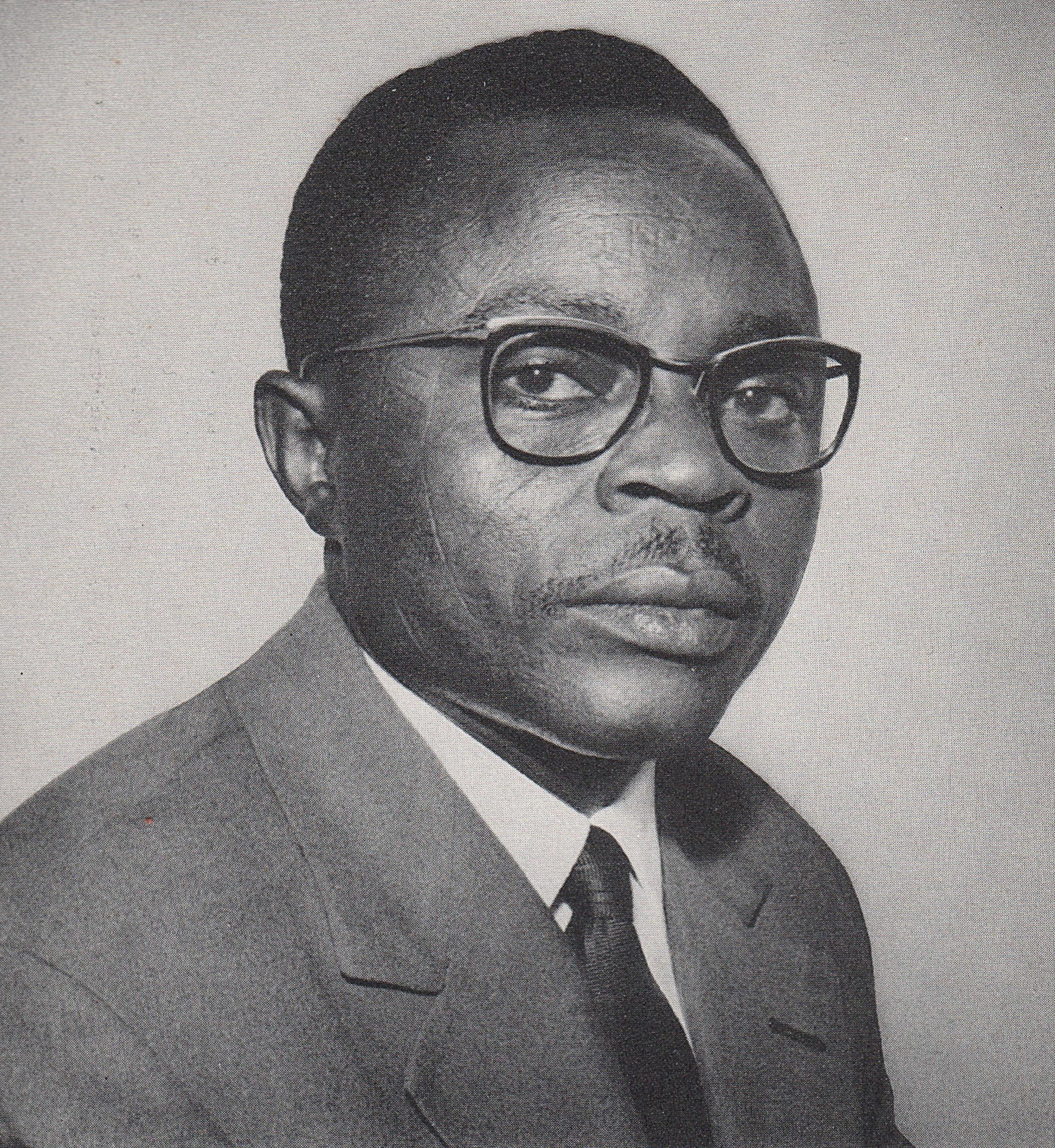
Maurice Yaméogo

Après avoir tenté d'imposer l'Union démocratique voltaïque (UDV) en tant que parti unique, le premier président Maurice Yaméogo (1921–1993) est contraint de démissionner le 3 janvier 1966 à la suite de soulèvements populaires provoqués par son train de vie, sa vie privée (répudiation de son épouse chrétienne, etc) sa politique d'austérité (diminution des salaires des fonctionnaires, augmentation des impôts…) alors qu'il avait été réélu à la présidence l'année précédente avec 99 % des suffrages.

### Sangoulé Lamizana au pouvoir (1966–1980)
Au nom de l'armée, et après trois jours d'hésitation, le lieutenant-colonel Sangoulé Lamizana (1916–2005) prend le pouvoir ; il renverse la Première République, instaure un régime militaire autoritaire et supprime les partis politiques. Le 12 février 1969, il nationalise les écoles privées catholiques. Le régime s'assouplit peu à peu, et le 20 novembre de la même année, les partis politiques sont à nouveau autorisés. Le 14 juin 1970, le chef de l'État fait approuver par référendum une nouvelle Constitution ; c'est le début de la Deuxième République. Ce texte attribue la présidence de la République au militaire le plus ancien dans le grade le plus élevé, et accorde au moins un tiers des portefeuilles ministériels à l'armée.
Des élections législatives ont lieu le 20 décembre 1970. La démocratisation est cependant de courte durée, puisque le 8 février 1974, Lamizana opère à nouveau un coup de force, suspend la constitution, dissout l'Assemblée nationale, mettant ainsi fin à l'éphémère Deuxième République. La rivalité entre Gérard Ouédraogo, le premier ministre, et Joseph Ouédraogo, président de l'Assemblée nationale, avait dans les mois précédents conduit à une paralysie des institutions. L'armée reprend le pouvoir. Fin 1974, un conflit frontalier oppose la Haute-Volta au Mali, ne se traduisant cependant que par quelques escarmouches frontalières.
Le 27 novembre 1977, une nouvelle Constitution est approuvée par référendum, donnant naissance à la Troisième République. Aux élections législatives de 1978, sept partis sont en présence, mais seuls les trois partis arrivés en tête sont autorisés à poursuivre leurs activités. Vainqueur de l'élection présidentielle en mai 1978, Lamizana est confronté à un mouvement de grève générale en 1980, organisé par la Confédération des syndicats voltaïques. Le 25 novembre 1980, il est renversé par le colonel Saye Zerbo, qui est à la tête du Comité militaire de redressement pour le progrès national (CMRPN).
Les années 1970 voient le développement de l'agro-industrie cotonnière au Burkina Faso, via la Société burkinabè des fibres textiles (Sofitex), une société d'économie mixte, d'abord publique puis privatisée, créée en 1974 qui a pour mission de succéder à la Compagnie française pour le développement des textiles. Dans l'ouest du pays, la région cotonnière de Bobo-Dioulasso, près de la frontière ivoirienne, devient le principal levier des changements économiques et sociaux. La production cotonnière, en forte croissance entre 1970 et 2005, fait du Burkina le premier producteur du continent à la fin des années 2000.

### Période 1980-1983: Saye Zerbo et le CMRPN, Jean-Baptiste Ouédraogo et le CPSP
À la suite du renversement du président Sangoulé Lamizana par un coup d'État militaire le 25 novembre 1980. Le gouvernement est remplacé par un Comité militaire de redressement pour le progrès national (C.M.R.P.N.). Le colonel Saye Zerbo est le président du CMRPN, chef de l'État, président du conseil des ministres, ministre de la défense nationale et des anciens combattants et chef d'état-major général des forces armées. Le lieutenant-colonel Badembié Pierre Claver Nezien est ministre de l'intérieur et de la sécurité. Cependant, deux ans plus tard, le 7 novembre 1982, le CMRPN est à son tour renversé et doit céder le pouvoir au Conseil provisoire de salut du peuple (C.P.S.P.) du commandant Jean-Baptiste Ouédraogo. Le 9 novembre 1982, le lieutenant-colonel Badembié Pierre Claver Nezien est abattu d'une balle dans le dos dans des circonstances troubles. Il est rayé immédiatement des cadres de l'armée le 10 novembre 1982. Le commandant Jean-Baptiste Ouédraogo choisit par la suite pour Premier ministre Thomas Sankara, le leader du Rassemblement des Officiers Communistes (R.O.C.). Thomas Sankara ne reste au pouvoir que jusqu'au 17 mai 1983, moment où il est arrêté et emprisonné.

### Période 1983–1987: Thomas Sankara, le CNR et la révolution
À la suite des événements du 17 mai, le 4 août 1983, une partie de l'armée se soulève, conduite par le commandant Jean-Baptiste Boukary Lingani (?–1989) et les capitaines Blaise Compaoré (1951–), Thomas Sankara (1949–1987) et Henri Zongo (?–1989). Le putsch fait plusieurs dizaines de morts et de blessés. Le CSP est renversé, puis remplacé par le Conseil national de la révolution (CNR). Thomas Sankara devient chef de l'État, fonction qu'il cumule avec celle de ministre de l'Intérieur et de la Sécurité. Blaise Compaoré est le numéro deux du régime. Il constitue un gouvernement avec le Parti africain de l'indépendance et l'Union de lutte communiste reconstruite (ULCR). Le Parti Communiste Révolutionnaire Voltaïque (PCRV) refuse d'intégrer le Conseil National de la Révolution (CNR)
L'année suivante, le 4 août, à l'occasion du premier anniversaire de la révolution, le pays est rebaptisé Burkina Faso (« Pays des hommes intègres »), un nouvel hymne national, une nouvelle devise (« La patrie ou la mort, nous vaincrons ») et un nouveau drapeau sont choisis ; on procède également à un nouveau découpage territorial, qui donne naissance à vingt-cinq provinces et 121 départements.
Thomas Sankara retire aux chefs traditionnels les pouvoirs féodaux qu'ils continuaient d'exercer. Il crée les CDR (Comités de défense de la révolution), qui sont chargés localement d'exercer le pouvoir au nom du peuple, gérant la sécurité, la formation politique, l'assainissement des quartiers, la production et la consommation de produits locaux ou encore le contrôle budgétaire des ministères. Parfois, ils refusent après débats certains projets nationaux, comme celui de l'« école nouvelle », qu'ils jugent trop radical. Cette politique visait à réduire la malnutrition, la soif (avec la construction massive par les CDR de puits et retenues d'eau), la diffusion des maladies (grâce aux politiques de « vaccinations commandos », notamment des enfants, burkinabès ou non) et l'analphabétisme (l'analphabétisme serait passé pour les hommes de 95 % à 80 %, et pour les femmes de 99 % à 98 %, grâce aux « opérations alpha »). Des projets de développement sont également portés par les CDR, comme l'aménagement de la « Vallée de la Sourou » destiné à irriguer 41 000 hectares.
Une opposition subsiste au processus « révolutionnaire et populaire » engagé depuis le coup d'État du 4 août 1983 sur laquelle s'abat une répression. Les CDR se rendent coupables d'abus, emprisonnant des opposants au régime. Le 11 juin 1984, la Cour martiale révolutionnaire de Ouagadougou statue sur le sort des personnes impliquées dans le « putsch manqué du 28 mai ». Sept conjurés sont immédiatement fusillés après le verdict, cinq autres condamnés à des peines de travaux forcés. Enfin, quatorze personnes, envers qui la cour n'a pu retenir des preuves « tangibles et irréfutables » de leur participation à la tentative de putsch sont acquittées. Pour la première fois depuis l'instauration du régime révolutionnaire des peines capitales ont été prononcées par un tribunal et exécutées. Parallèlement, un incendie criminel détruit les locaux abritant l'imprimerie du quotidien indépendant l'Observateur.
Les dépenses de fonctionnement diminuent pour renforcer l'investissement. Les salaires sont ponctionnés de 5 à 12 % mais les loyers sont déclarés gratuits pendant un an. En 1986, le Burkina Faso atteint son objectif de deux repas et de dix litres d'eau par jour et par personne.
Soucieux d'environnement, Sankara dénonce des responsabilités humaines dans l'avancée du désert. En avril 1985, le CNR lance ainsi « les trois luttes » : fin des coupe de bois abusives et campagne de sensibilisation concernant l'utilisation du gaz, fin des feux de brousse et fin de la divagation des animaux. Le gouvernement mène des projets de barrages alors que des paysans construisent parfois eux-mêmes des retenues d'eau. Thomas Sankara critique également le manque d'aide de la France, dont les entreprises bénéficient pourtant en majorité des marchés liés aux grands travaux. Symboliquement, une journée du marché au masculin est instaurée pour sensibiliser au partage des tâches ménagères. Sankara avance aussi l'idée d'un « salaire vital », prélevé à la source d'une partie du salaire de l'époux pour le reverser à l'épouse.

#### Affrontements avec le Mali (1985), guerre de la Bande d'Agacher
Pendant la période révolutionnaire, le Burkina Faso fut impliqué dans la guerre de la Bande d'Agacher (ou guerre de Noël) entre les 14 et 30 décembre 1985. L'épisode marquant de cette guerre fut le bombardement du marché de Ouahigouya, troisième ville du pays, par les forces aériennes maliennes et qui causa de nombreuses victimes civiles. Le résultat de cette guerre, qui causa de graves tensions à l'intérieur du régime burkinabé, fut une partition de ce territoire (la Bande d'Agacher) par un arrêt de la Cour internationale de justice du 22 décembre 1986.

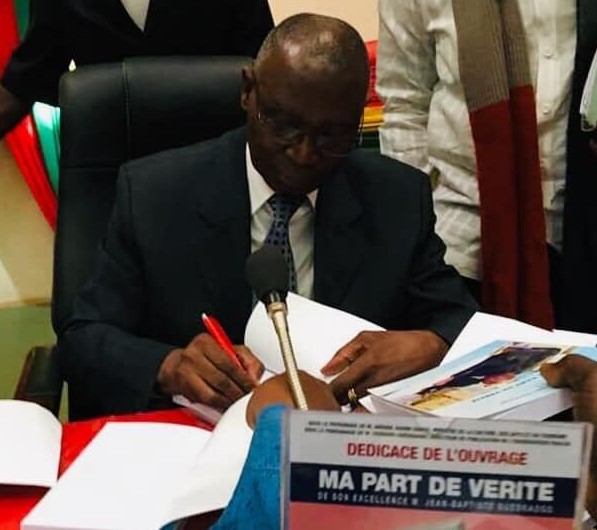
Jean-Baptiste Ouédraogo
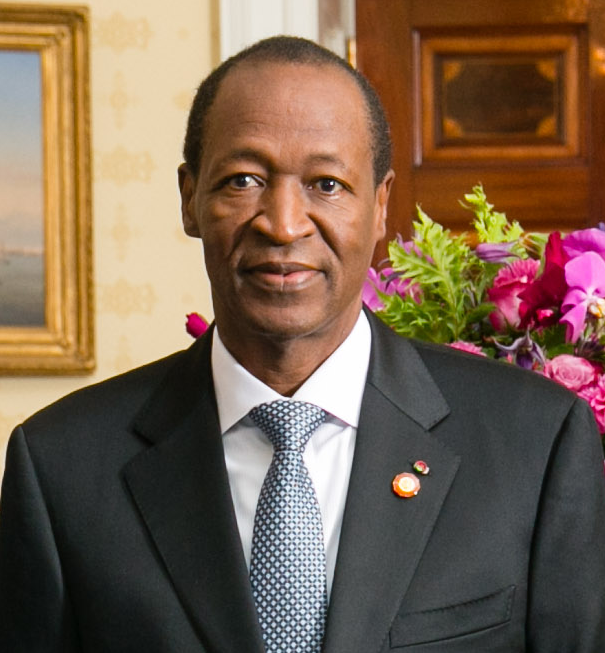
Blaise Compaoré

### Régime de Blaise Compaoré (1987–2014)
- Révolte de 2011 au Burkina Faso

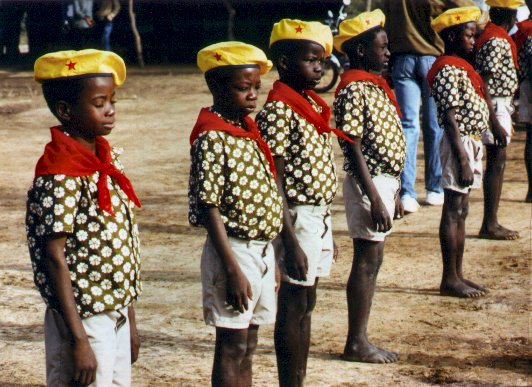
Pionniers de la révolution.

Au bout de 4 ans de régime révolutionnaire, le président Thomas Sankara est renversé à son tour par Blaise Compaoré, le 15 octobre 1987. Thomas Sankara est assassiné lors de ce coup d'État, au cours d'une réunion du Conseil de l'Entente. Une des premières mesures que prend Blaise Compaoré est la dissolution du Conseil national de la révolution qu'avait créé Sankara ; il crée un nouveau parti, le Front populaire (FP).
Blaise Compaoré, au pouvoir 27 ans, de 1987 à 2014, élu pour la première fois en 1991, réélu en 1998, 2005 et 2010, démissionne le 31 octobre 2014.
Le multipartisme est instauré en 1991. En 1992, une grande partie des entreprises d'État sont privatisées.
En 2011, on assiste un mouvement de forte contestation de la violence policière et de l'injustice sociale. Le facteur déclencheur de cette crise a été la mort suspecte d'un élève du nom de Justin Zongo après son interpellation par la police à Koudougou.

#### Soulèvement (2014), chute
Le 30 octobre 2014, Blaise Compaoré fait face à un soulèvement populaire contre son projet de modification de l'article 37 de la loi fondamentale limitant le nombre de mandats présidentiels, afin de se représenter en 2015. À la suite des émeutes, Blaise Compaoré convoque l'article 43 et décrète la vacance du pouvoir le 31 octobre 2014. Une période d'incertitude de plusieurs mois s'ensuit. Le chef d'état-major des armées, Honoré Traoré, annonce alors la création d'un « organe de transition », chargé des pouvoirs exécutif et législatif, dont l'objectif est un retour à l'ordre constitutionnel « dans un délai de douze mois ». Le 1er novembre 2014, l'armée publie un communiqué qui affirme son soutien à Yacouba Isaac Zida (1965–) comme président de transition. Honoré Traoré en est un des signataires, ce qui implique son renoncement au pouvoir. Le 17 novembre, le diplomate Michel Kafando est nommé président de transition. Il nomme Yacouba Isaac Zida, premier ministre.

#### Insurrection (2014), coup d'État (2015)
Des élections sont prévues initialement en octobre 2015, pour passer de cette période de transition à un fonctionnement démocratique stabilisé. Mais une tentative de coup d'état, (qualifié par des burkinabés de « coup d'état le plus bête du monde ») retarde l'échéance prévue pour cette consultation électorale.
Le 16 septembre 2015, en effet, le président de transition, le premier ministre et quelques membres du gouvernement sont pris en otages par des troupes armées, le Régiment de sécurité présidentielle, sous les ordres du général Gilbert Diendéré, ancien chef d'état-major particulier de Blaise Comparé. Des manifestations sont réprimées. Finalement, les  autorités de transition sont rétablies, et le fameux régiment de sécurité présidentielle est désarmé fin septembre 2015. Les élections ont lieu en novembre 2015.

#### Galerie de personnalités politiques (1990-2014)
Premiers ministres du Burkina Faso :

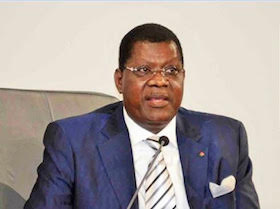
Youssouf Ouédraogo 1992-1994
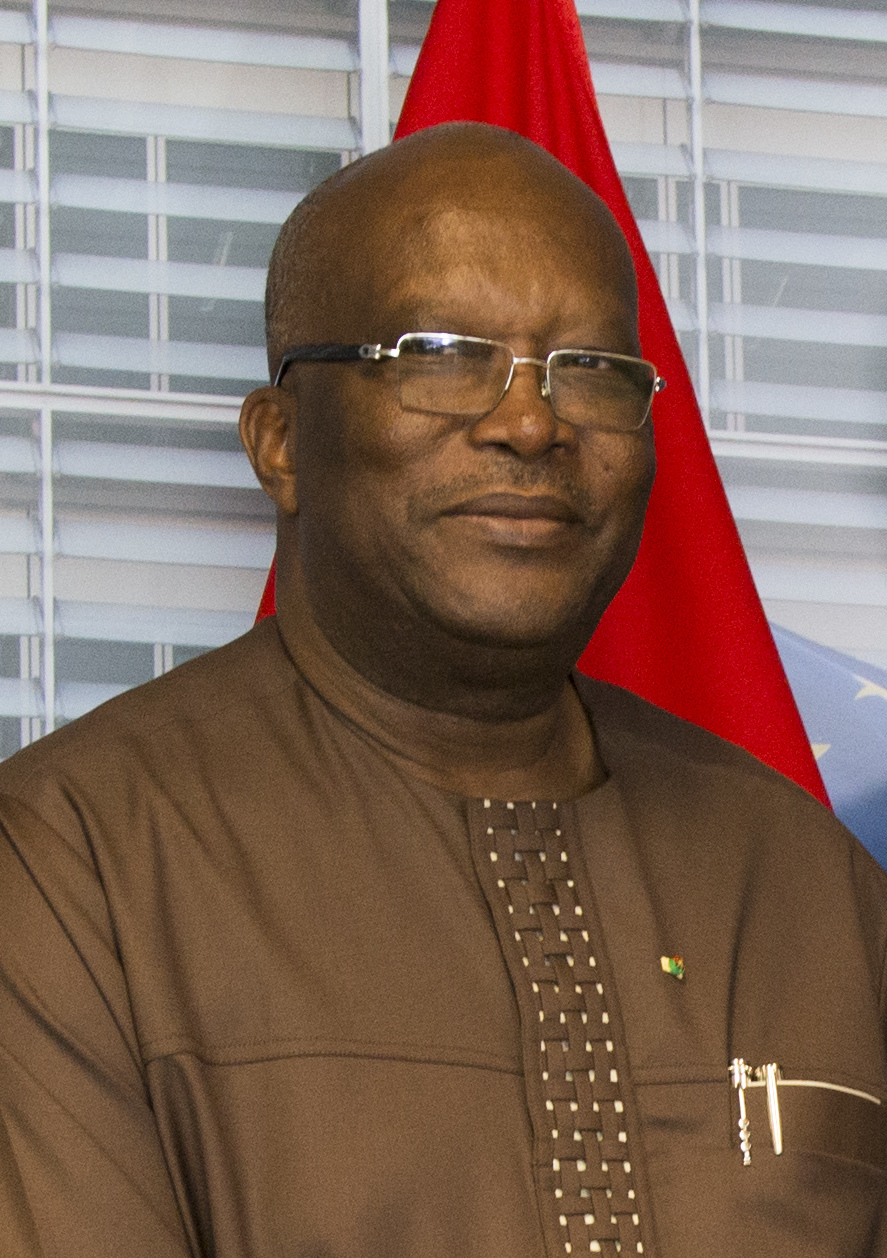
Roch Marc Christian Kaboré 1994-1996
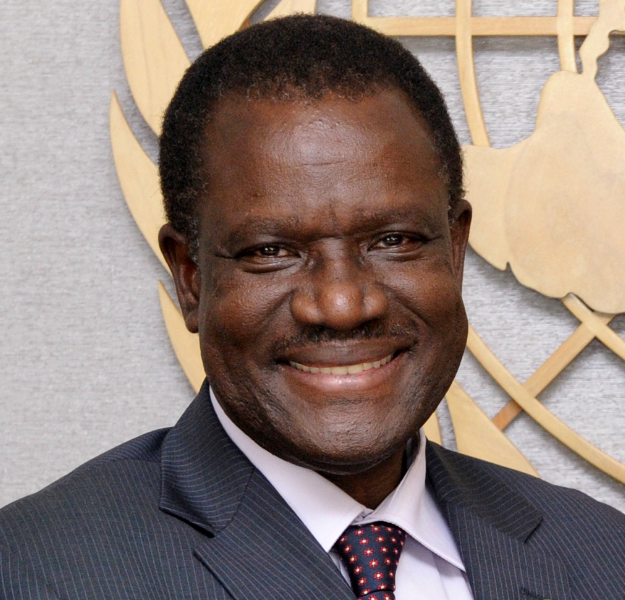
Kadré Désiré Ouédraogo 1996-2000

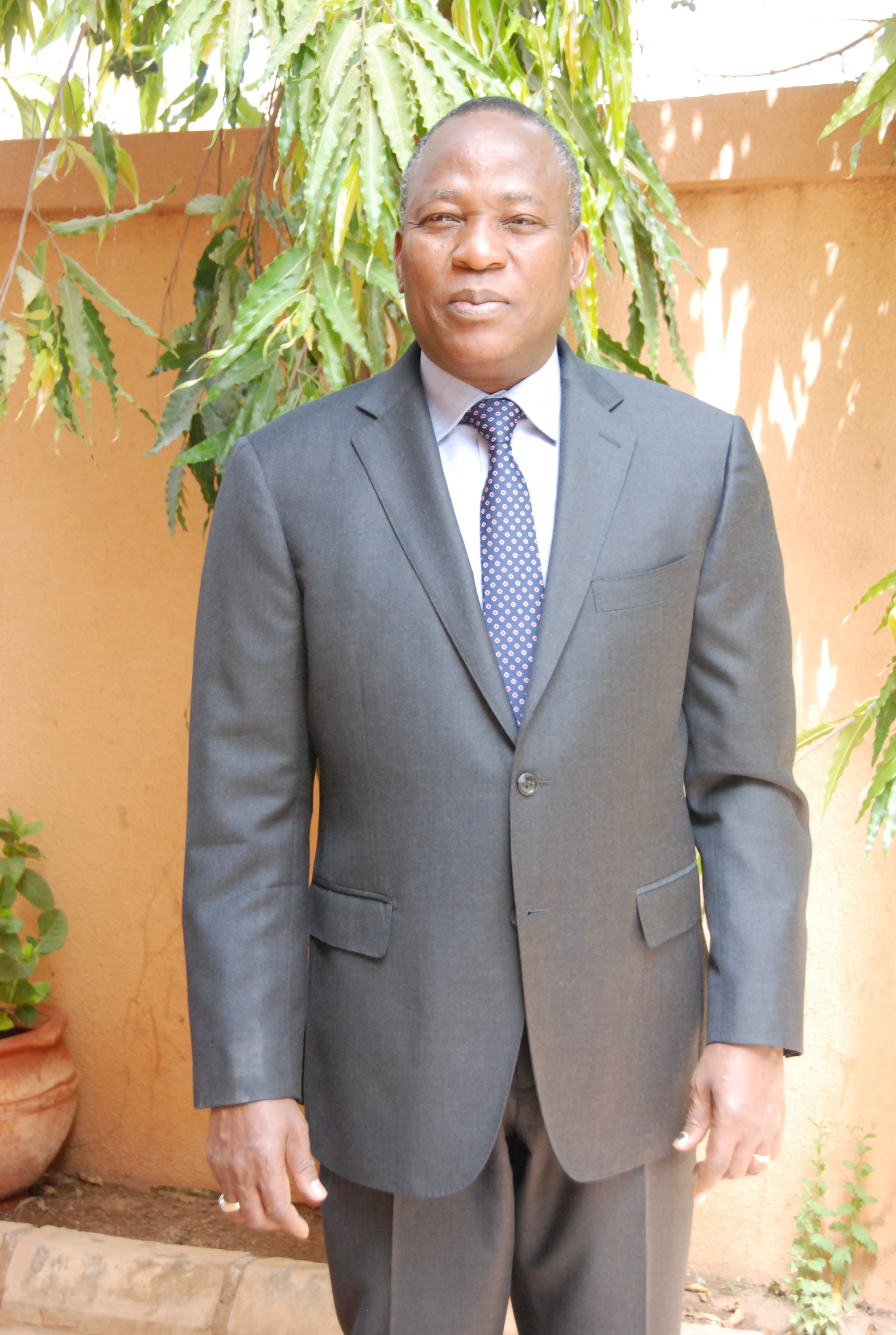
Paramanga Ernest Yonli 2000-2007
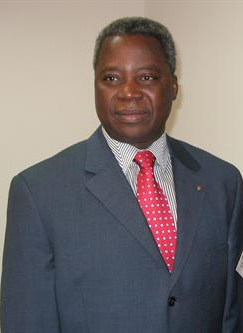
Tertius Zongo 2007-2011
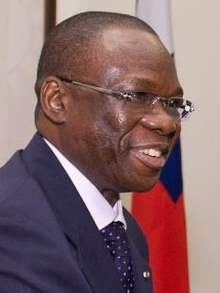
Luc-Adolphe Tiao 2011-2014

### Présidence Kaboré (2015–2022)
Le 30 novembre 2015, à la suite des élections présidentielles et législatives, Roch Marc Christian Kaboré (1957–) (MPP) est élu au premier tour président du Burkina Faso avec 53,49 % des voix devant Zéphirin Diabré (UPC), qui récolte 29,65 % des voix, les douze autres candidats se partageant le reste. Il est le deuxième président civil depuis l'accès à l'indépendance du Burkina Faso après Maurice Yaméogo.
Depuis 2016, le Burkina Faso est touché par un certain nombre d'attaques menées par des groupes armés djihadistes : le 15 janvier 2016 ont lieu les attentats de Ouagadougou, des hommes armés attaquent le bar Taxi Brousse, le restaurant Le Cappuccino et l'hôtel Splendid dans le centre de Ouagadougou, capitale du Burkina Faso. Ces lieux sont fréquentés principalement par des occidentaux. L'attaque terroriste, revendiquée par Al-Qaïda au Maghreb islamique (AQMI) fait 30 morts. En août 2017, une autre attaque djihadiste fait 16 morts à Ouagadougou. Le 2 mars 2018, une double attaque terroriste visant l'état-major général des armées et l'ambassade de France à Ouagadougou fait 8 morts, tous des militaires et plus de 80 blessés (civils et militaires). Cette attaque a été revendiquée par le Groupe de soutien à l'islam et aux musulmans (GSIM).
En 2019, les actions menées par des groupes armés djihadistes contre les lieux de culte se multiplient en particulier dans le nord et l'est du pays. Dans la nuit du 3 au 4 février 2019, une attaque terroriste frappe le département de Kain au nord du pays. Quatorze civils sont tués. Les forces armées nationales ripostent en lançant des opérations dans les départements de Kaïn, de Banh et de Bomborokuy. L'armée annonce alors que ces opérations ont permis de « neutraliser » 146 terroristes. Le 26 mai, quatre fidèles sont tués lors d'une attaque contre une église catholique à Toulfé, localité du nord du pays. Le 13 mai, quatre catholiques sont tués lors d'une procession religieuse à Zimtenga, également dans le nord. Le 12 mai, six personnes dont un prêtre, sont tués lors d'une attaque pendant la messe dans une église catholique à Dablo, une commune de la province du Sanmatenga. Le 29 avril, six personnes sont tuées lors de l'attaque de l'église protestante de Silgadji, dans le nord. Le 1er décembre 2019, quatorze fidèles dont des enfants sont tués lors de l'attaque d'une église protestante à Hantoukoura dans l'est du pays.
En décembre 2019, l'annonce, par le président ivoirien Alassane Ouattara et le président français Emmanuel Macron, de la fin du franc CFA pour les huit pays de la CÉDÉAO, au profit de l'Eco est diversement qualifiée. Décision historique pour certains, d'autres la qualifient d'« arnaque » et de « poudre aux yeux ». Une parité fixe est maintenue pour la future monnaie avec l'euro. « La France reste le maître d'œuvre de cette monnaie. Elle donne d'une main et retient de l'autre. Dans ces conditions, l'éco reste un sous-CFA ou un néo-CFA. », commente l'économiste burkinabé Taladidia Thiombiano.

### Double coup d'État (2022)
En 2022, le Burkina Faso est le théâtre de deux coups d'État, espacés de huit mois.

#### Janvier: premier coup d'État
Dans la nuit du 23 au 24 janvier 2022, le président Kaboré est arrêté par des militaires. Cet événement fait suite à de nombreuses mutineries qui ont éclaté dans des camps militaires. Le Mouvement patriotique pour la sauvegarde et la restauration (MPSR) mené par Paul-Henri Sandaogo Damiba fomente ce coup d'État en raison des menaces terroristes qui pèsent sur le Burkina Faso depuis plusieurs années. Le MPSR s'engage à ramener le pays vers la voie constitutionnelle « dans un délai raisonnable ».
Le 1er mars 2022, Paul-Henri Sandaogo Damiba, le chef de la junte au pouvoir au Burkina Faso, signe un plan pour entamer une transition de trois ans vers la démocratie.

#### Septembre: second coup d'État
Paul-Henri Sandaogo Damiba est renversé le 30 septembre 2022 après une journée de confusion émaillée de tirs.
Dans la foulée, le capitaine Ibrahim Traoré est proclamé président. Le gouvernement est également renversé, la charte de transition et l'assemblée nationale sont dissoutes. Ce second coup d'État militaire dans la même année est motivé par « la dégradation continue de la situation sécuritaire », selon les militaires.
Le 28 février 2023, Ibrahim Traoré fait signifier à la France que le Burkina Faso dénonce un accord de 1961 portant sur la coopération militaire entre les deux pays. En remettant en cause cet accord, le Burkina Faso donne « un délai d'un mois » suivant la réception de ce courrier pour « le départ définitif de tous les personnels militaires français en service dans les administrations militaires burkinabè ».
Le 26 mars 2023, la junte au pouvoir ordonne l'arrêt de la diffusion de la chaîne France 24 après que cette dernière a diffusé une interview d'un chef d'Al-Qaïda au Maghreb islamique (AQMI). C'est la seconde fois en quelques mois que le gouvernement burkinabé censure France 24. France 24 indique déplorer vivement cette décision.
Début avril 2023, la junte au pouvoir expulse cette fois-ci deux journalistes françaises, correspondantes pour les médias Le Monde et Libération. Elles sont accusées d'avoir diffusé une vidéo mettant en scène des militaires burkinabés tuant des enfants. Le pouvoir nie et impute la responsabilité de ces actes aux groupes terroristes qui, selon lui, travestiraient la vérité en utilisant les uniformes des militaires. L'avis d'expulsion des deux journalistes provoque une onde de chocs dans la profession et suscite des commentaires de la communauté internationale.
- Mouvement patriotique pour la sauvegarde et la restauration
- Paul-Henri Sandaogo Damiba (1981–), dirigeant de janvier à septembre 2022
- Ibrahim Traoré (1988–), dirigeant depuis le 30 septembre 2022.

### Personnalités politiques 2015-2025
Premiers ministres du Burkina Faso :

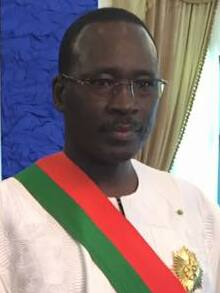
Yacouba Isaac Zida 2014-2016
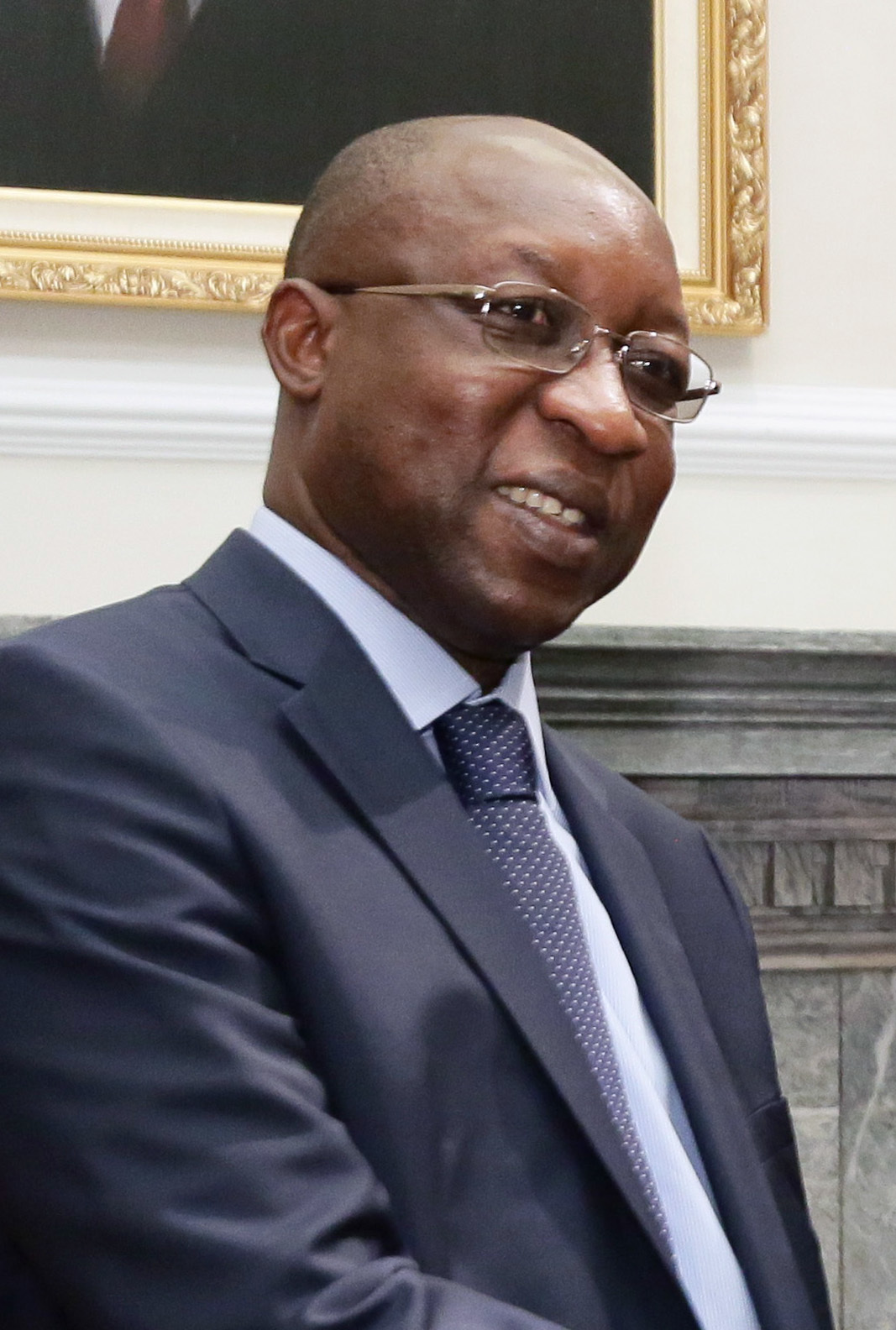
Paul Kaba Thiéba 2016-2019
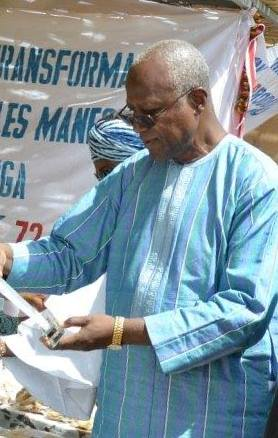
Christophe Dabiré 2019-2021
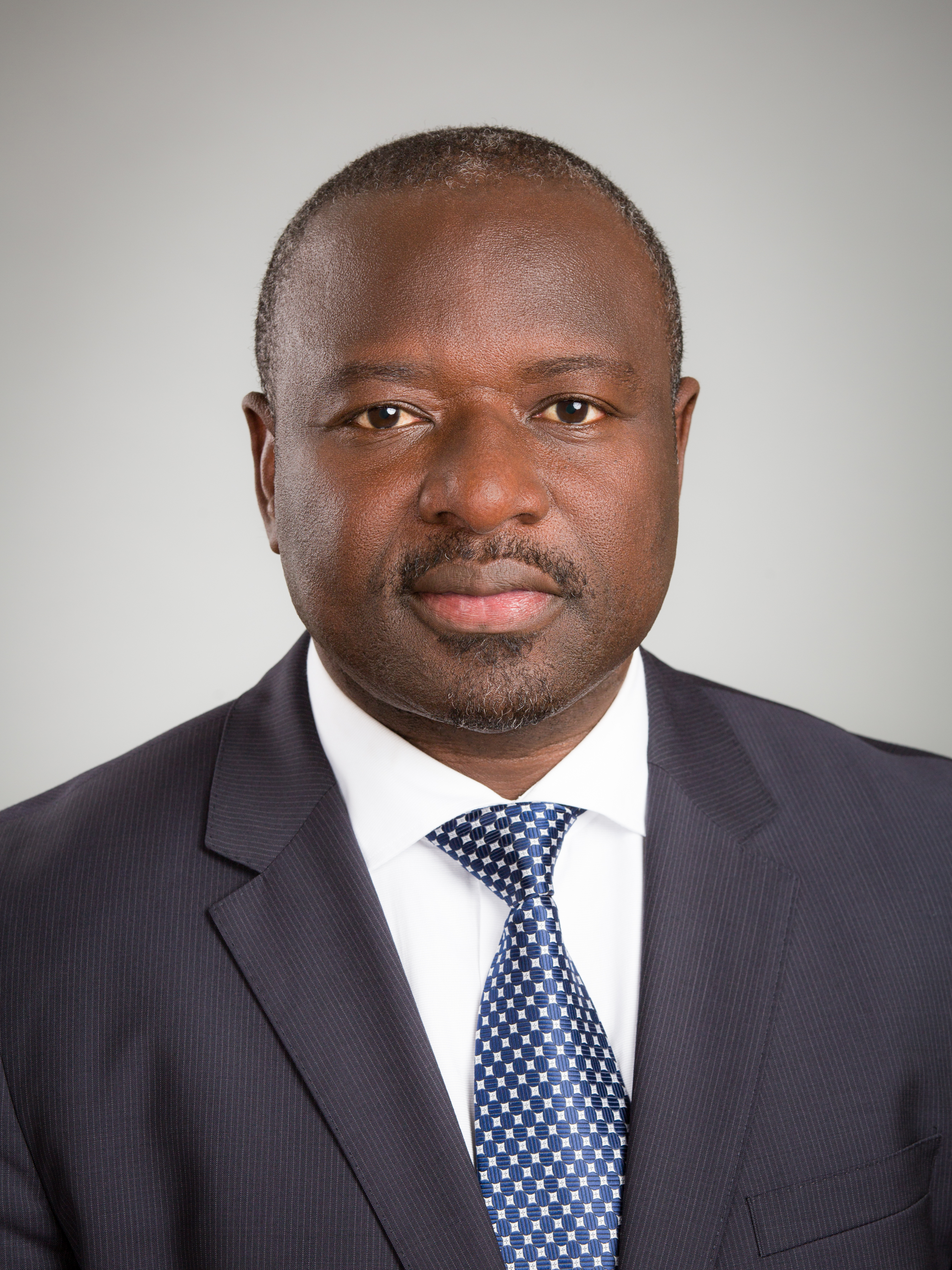
Lassina Zerbo 2021-2022
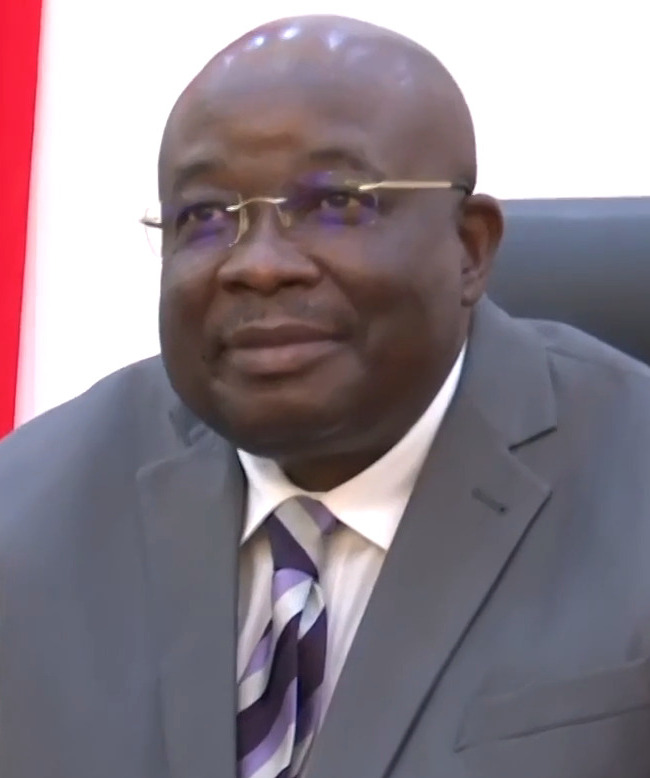
Albert Ouédraogo 2022
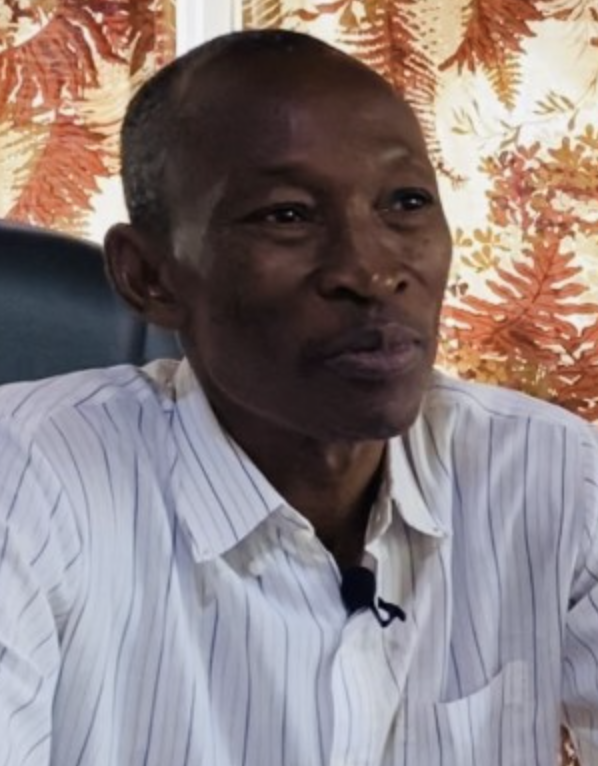
Apollinaire Joachim Kyélem de Tambèla 2022-2024
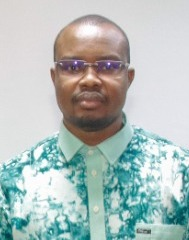
Rimtalba Jean Emmanuel Ouédraogo 2024-présent

#### Avant 1900
- Histoire de l'Afrique de l'Ouest
- Liste de civilisations précoloniales en Afrique de l'Ouest
  - Royaumes sahéliens (entre 700 et 1900)
  - Empire du Ghana (300c–1200c)
  - Empire du Mali (1230c–1600c)
  - Royaume mossi : 19 royaumes traditionnels mossis (XIIe-XIXe)
    - dont royaume du Yatenga, royaume de Dagomba, Riziam, Tenkodogo, Boussouma, Gulmu, Wogdgo, ...

  - Empire kong (1690–1898)
  - Émirat du Liptako (1809–1897)
  - Émirat de Zabarma (1860–1897)
  - Royaume touareg de l'Oudalan
- Djihad de Hadj Mahmud (de) (vers 1850)
- Esclavage en Afrique (pré-européen), traite négrière transsaharienne (en), traites négrières, commerce triangulaire
- Capitalisme marchand, Compagnies européennes fondées au XVIIe siècle (portugaises, britanniques, françaises, néerlandaises...)

#### 1900–2000
- Colonie française du Haut-Sénégal et Niger (1904–1921)
- Colonie française de Haute-Volta (1919–1932 et 1947–1958)
- Afrique-Occidentale française (1895–1956), liste des dirigeants de l'Afrique-Occidentale française
- République de Haute-Volta (1958–1984)
- Communauté économique des États de l'Afrique de l'Ouest (1975, CÉDÉAO)
- Première révolution burkinabé (1983–1987)
- Guerre de la Bande d'Agacher (Noël 1985)
- Décolonisation de l'Afrique, Néocolonialisme, Françafrique, Russafrique, Chinafrique, Relations sino-africaines

#### 2000–
- Politique au Burkina Faso
- Liste des chefs d'État du Burkina Faso (depuis 1960)
- Liste des Premiers ministres du Burkina Faso (depuis 1971)
- Guerres impliquant le Burkina Faso (en)
- Insurrection djihadiste au Burkina Faso depuis 2015)
- Insurrection de Boko Haram (2009–), islam radical en Afrique noire, islamisation, terrorisme islamiste, guerre contre le terrorisme
- Insurrection populaire de 2014 au Burkina Faso
- G5 Sahel (2014)
- Coup d'État de janvier 2022 au Burkina Faso
- Mouvement patriotique pour la sauvegarde et la restauration (2022)
- Alliance des États du Sahel (AES, 2023)